# Brieftasche
Eine Brieftasche ist ein brusttaschengroßer, meist zusammenfaltbarer, flacher Behälter für Ausweise, Papiergeld, zusammengefaltete Dokumente und anderes. Eine Brieftasche diente ursprünglich dazu, Briefe ihres Besitzers mitzuführen; nach der Einführung von Papiergeld wurde sie dann auch zur Aufbewahrung von Geldscheinen verwendet.
Brieftaschen sind aus Leder, manchmal auch Textilgewebe, gefertigt und werden oft in den inneren Brusttaschen von Herrensakkos getragen. Die Maße der Sakko-Innentaschen und der Brieftaschen sind meist gegenseitig aufeinander abgestimmt und betragen etwas mehr als ein doppelt gefaltetes DIN-A4- bzw. eines ganzen DIN-A6-Formats, also etwa in Länge und Breite 17 × 12 cm.
Mit dem zunehmend verkleinerten Format von Ausweisen und dem Gebrauch von Kreditkarten für große Geldbeträge wird die Aufgabe der Brieftasche zunehmend vom Portemonnaie oder auch von der Handyhülle übernommen.